# مامیاکوو
مامیاکوو (انگلیسی: Mamyakovo) یک شهرک در شهرستان کوشنارنکوفسکی جمهوری باشقیرستان در کشور روسیه است.